# ساحل شمالی (کالیفرنیا)
ساحل شمالی یا امپراتوری ردوود و یا ساحل ردوود منطقه ای در شمال کالیفرنیا است که خط ساحلی اقیانوس آرام بین خلیج سان‌فرانسیسکو و مرز ایالت اورگن است.این منطقه شامل شهرستان مندوسینو، کالیفرنیا و شهرستان هامبولت، کالیفرنیا و شهرستان دل نورت، کالیفرنیا و شهرستان مارین، کالیفرنیا و شهرستان سونوما، کالیفرنیا است. جمعیت این مناطق در سال۲۰۱۰ برابر با ۹۸۷،۳۶۵ و در سال۲۰۱۰ برابر با ۱،۰۰۳،۲۸۱بر آورد شد.

## پارک‌های ملی و ایالتی ردوود
پارک‌های ملی و ایالتی ردوود در این منطقه واقع شده اند.

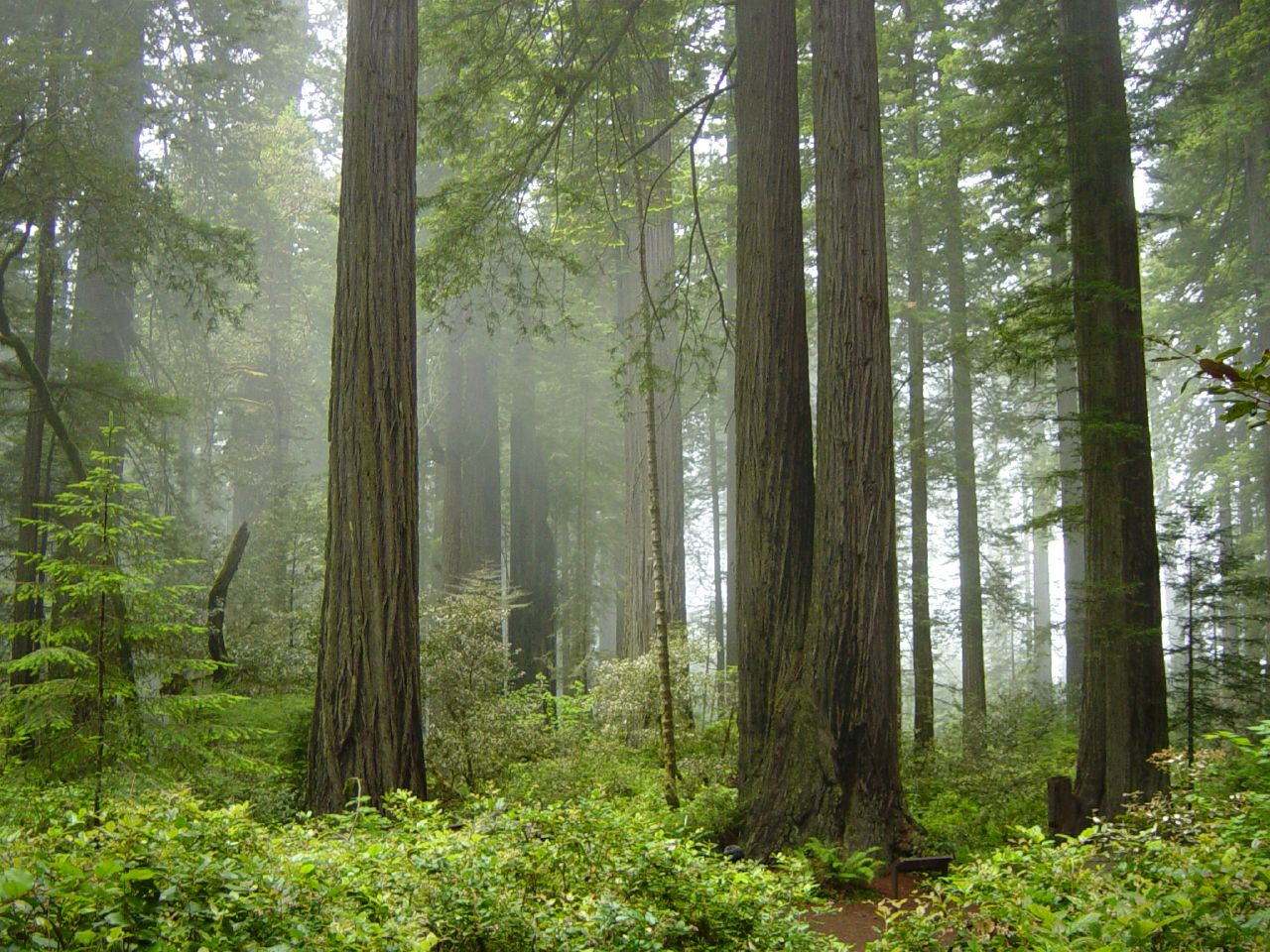
جنگل ساحلی ردوود در پارک‌های ملی و ایالتی ردوود